# Mimon cozumelae
Mimon cozumelae är en däggdjursart som beskrevs av den amerikanske zoologen Edward Alphonso Goldman 1914. Arten ingår i släktet Mimon, och fladdermusfamiljen bladnäsor.
M. cozumelae ansågs tidigare vara en underart till M. bennettii (Simmons 2005).

## Utseende
Jämförd med andra bladnäsor är arten med en kroppslängd (huvud och bål) av 85 till 95 mm, en svanslängd av 20 till 25 mm och en vikt av 21 till 23 g medelstor. Den har 53 till 59 mm långa underarmar, bakfötter av 16 till 18 mm längd och 36 till 38 mm stora öron. Ovansidan är täckt av ljusgrå till rödbrun päls som är ullig. Undersidans päls är ljusare. De flesta exemplar har en tydlig vit fläck bakom varje öra. Liksom andra släktmedlemmar men i motsats till andra bladnäsor har arten spetsiga öron. Den centrala delen av hudflikarna på näsan (bladet) liknar en hästsko och är cirka 18 mm bred samt skild från övre läppen. Bladet har ett spjutformigt utskott. På nedre läppen finns ett vårtigt utskott som är V-formig. Arten har en diploid kromosomuppsättning med 34 kromosomer. M. bennettii har däremot 30 kromosomer.

## Utbredning
Mimon cozumelae har sin utbredning från södra Mexiko i norr ner till Colombia (Simmons, 2005) och har beskrivits som inhemsk i Belize, Costa Rica, Guatemala, Honduras, Nicaragua och Panama. Det förekommer endast i låglänta områden (Reid, 1997) upp till 600 meter över havet.

## Ekologi
Habitatet utgörs av torra och fuktiga skogar som är lövfällande eller städsegröna.
Kolonier med cirka 20 medlemmar vilar vanligen i kalkstensgrottor. Andra gömställen är ihåliga träd som ligger på marken, gruvor, vägtrummor och ruiner. Några grupper består av en hanne och flera honor. Mimon cozumelae kan dela sovplatsen med andra fladdermöss. Den plockar sina byten som främst består av insekter som skalbaggar och vårtbitare från växter. Ibland kompletteras födan med små ödlor eller fåglar. Honor föder vid början av regntiden en unge.

## Hot
För beståndet är inga hot kända och hela populationen anses vara stabil. IUCN kategoriserar arten globalt som livskraftig.